# Blanchester (Ohio)
Blanchester est un village américain situé dans les comtés de Clinton et de Warren, dans l'Ohio. Selon le recensement de 2010, sa population est de 4 243 habitants.